# Estudo de Framingham
O Estudo de Framingham é um estudo de coorte a longo prazo sobre o sistema cardiovascular a decorrer desde 1948 nos habitantes da cidade norte-americana de Framingham. Desde que foi iniciado, o estudo acompanhou 5209 indivíduos adultos e encontra-se na terceira geração de participantes. Até este estudo, praticamente nada se sabia sobre a epidemiologia das doenças hipertensas ou cardiovasculares. Grande parte do que é atualmente conhecimento geral das doenças cardiovasculares, como a influência da dieta, exercício físico e de medicamentos como a aspirina teve por base este estudo. O estudo é um projeto do National Heart, Lung, and Blood Institute em colaboração com a Universidade de Boston.